# Assassinatos dos diplomatas iranianos no Afeganistão em 1998
Os assassinatos dos diplomatas iranianos no Afeganistão em 1998 referem-se ao cerco do consulado iraniano em Mazar-i-Sharif, no Afeganistão, durante as batalhas de Mazar-i-Sharif entre o Talibã e a Aliança do Norte. Inicialmente, a morte de oito diplomatas iranianos foi relatada, porém mais tarde dois outros diplomatas e um jornalista também foram confirmados mortos, trazendo o total de mortes para onze. Os assassinatos dos diplomatas são especulados por terem sido cometidos pelo Sipah-e-Sahaba Pakistan.

## Antecedentes
Antes desse incidente, o Irã apoiava a Aliança do Norte afegã e a cidade de Mazar-i-Sharif era uma das sedes da aliança. Foi relatado que, entre maio e julho de 1997, Abdul Malik Pahlawan executou milhares de prisioneiros talibãs como vingança pela morte de Abdul Ali Mazari em 1995. "Ele é amplamente acreditado ter sido o responsável pelo massacre brutal de até 3 000 presos talibãs depois de convidá-los para Mazar-i-Sharif". Como vingança, as forças talibãs capturaram Mazar-i-Sharif e mataram centenas de membros da Aliança do Norte, particularmente membros dos grupos étnicos hazaras e uzbeques, pois foram acusados de serem os que realizaram os assassinatos de prisioneiros talibãs.

## Eventos
Em 8 de agosto de 1998, as forças talibãs capturaram Mazar-i-Sharif. Após este incidente, onze diplomatas iranianos e um correspondente da agência de notícias estatal do Irã (IRNA) foram atacados no consulado iraniano e posteriormente desapareceram. Relatórios não oficiais da cidade indicaram que todos esses homens foram mortos. Mais tarde, confirmou-se que oito dos diplomatas iranianos e o correspondente do IRNA foram mortos pela milícia talibã. O porta-voz do Talibã declarou que os iranianos tinham sido mortos por forças renegadas que haviam agido sem ordens. O número final de mortos seria confirmado mais tarde para onze segundo Tehran Times.

## Consequências
Este incidente causou um furor público no Irã e muitos observadores estavam preocupados com o fato de o Irã estar envolvido em uma retaliação militar ao ataque. Na época, mais de 70 mil tropas iranianas foram implantadas ao longo da fronteira com o Afeganistão. Uma mediação pela Organização das Nações Unidas acalmou a situação e todos os reféns acabaram por ser libertados. Mais tarde, em fevereiro de 1999, o Irã e Talibã mantiveram conversações, mas as relações entre os iranianos e os talibãs não melhoraram.
O dia 8 de agosto foi nomeado Dia dos Repórteres no Irã, em memória de Mahmoud Saremi, o correspondente do IRNA morto neste ataque.